# Yılmaz Atadeniz
Yılmaz Atadeniz (ur. 1 lutego 1932 w Stambule, zm. 13 grudnia 2023 tamże) – turecki reżyser, scenarzysta i producent filmowy. W latach 1963–1997 wyreżyserował 80 filmów. Atadeniz zmarł na COVID-19 13 grudnia 2023 roku w wieku 91 lat.

## Wybrana filmografia
- 1969: Zorro Jeździec z biczem
- 1969: Ringo, lew z doliny
- 1971: W piekle są ludzie
- 1973: Niezłomny diabeł
- 1974: Komando Behçet
- 1974: Four for All
- 1976: Special Squad Shoots on Sight
- 1979: Karpuzcu
- 1981: Przyjaciel przeznaczenia
- 1982: Kanije kalesi
- 1984: Lek jest w Tobie, mój Boże
- 1985: Spraw bym się uśmiechnął
- 1986: Küskünüm
- 1989: Afacan
- 1994: Psotne, słodkie kłopoty
- 2005: Dokument o Samim Hazinsesie
- 2015: Świat dla nas obojga